# Илија Гарашанин
Илија Хаџи-Милутиновић Гарашанин (Гараши код Аранђеловца, 16. јануар (јк) / 28. јануар 1812 — Гроцка, 10. јун (јк) / 22. јун 1874) био је српски државник. Гарашанин је био председник Владе, министар унутрашњих послова и један од уставобранитеља. Творац је Начертанија.

## Биографија
Син је Хаџи Милутина Савића, имућнога марвеног трговца. Савићи су били пореклом из братства Бошковића из Бјелопавлића, у Црној Гори, одакле су се настанили у селу Гарашима. Илија је узео Гарашанин као своје презиме, по родном месту код Аранђеловца.
Он се прво школовао у очевој кући, подучаван од приватних учитеља. Затим је учио грчку школу у Земуну, а потом неко време и у Ораховици, где је научио немачки. Када се вратио кући, првобитно је помагао оцу у трговини. Године 1837. кнез Милош Обреновић га је узео у државну службу, и поставио за цариника у селу Вишњици, на Дунаву, а касније у Београду. Када је увео регуларну војску, кнез Милош је поставио Гарашанина за старешину, у чину пуковника. После одласка кнеза Милоша боравио је неко време у Влашкој, где је био закупио неке мошеје. Године 1842. његов отац и старији брат, који су били на Вучићевој страни, погинули су у борби против кнеза Михаила, а по кнезовој наредби. Исте године, постављен је за помоћника министру унутрашњих послова Вучићу. Када је 1843. Вучић морао, на захтев Русије, да оде из земље, Гарашанин је уместо њега постао министар унутрашњих послова и остао је на том положају све до 1852. године.

## Политичка каријера
Гарашанин је био један од највећих државника и администратора уставобранитељског времена. Био је врло конзервативан у унутрашњој политици и бирократски начин управе сматрао је јединим могућим. У спољној политици био је први југословенски државник међу Србима, сматрајући да само једна велика југословенска држава може одржати своју самосталност и избећи зависност како од Русије тако и од Аустрије. За разлику од других српских државника (савременика) Илија није био довољно учен нити се образовао у иностранству. Али у зрелом добу много је путовао по Европи и доста тога европског попримио. Сматра се да је био „копча” између „стараца” и „паризлија” - (млађих) нараштаја у српској политици.
Имао је великих заслуга за утврђивање уставобранитељскога режима. Створио је полицију у Србији и бирократски начин управе. Гарашанин је заступао чврсту линију ауторитета и апсолутну послушност потчињених. Сматрао је обичан народ неспособним штићеником државе. Године 1844. Гарашанин је био председник „српске владе”. У спољној политици имао је врло широке погледе, које је изразио у своме Начертанију из 1844, по којем је Србија требало да ради на стварању велике југословенске државе, под својим предводништвом. Године 1848, за разлику од Вучића, настојао је да Србија притекне у помоћ прекосавским Србима. А након што му је после угушене мађарске буне понуђен аустријски орден, он га је одбио. У „Нацрту” он такође указује на нужност да се међу јужним Славенима између осталих посебна пажња усмјери на Бугаре, као бројне потомке нашег рода (Трачана) према којима српска страна мора да води посебну политику асимилације.
После Петронијевићеве смрти 1852, постао је кнежев представник и министар иностраних послова, али је на том положају остао само до пролећа 1853. године. Тада је отпуштен на формални захтев Русије која је знала за његове намере да у источној кризи, која се отварала, веже Србију за западне силе, нарочито за Француску, а не за Русију. Од 1856. до 1858. године био је у Савету, и када се после Париског мира кнез Александар Карађорђевић подао аустријском утицају, Гарашанин се окренуо против Кнеза. У борби против кнежеве аустрофилске политике, тражио је ослонац не само код Француске, него и код Порте, па и код Русије, којој се, поред свега онога што му је та сила учинила 1853, био приближио и задобио њено поверење. Приликом Тенкине завере 1857, кнез Александар, подстакнут аустријским конзулом, хтео је осумњичити и Гарашанина да је био уплетен у заверу, али, на крају крајева, није му могао учинити ништа због француске дипломатије, која га је узела у заштиту. Од тога тренутка Гарашанин је одлучно радио на обарању Карађорђевића. Његова је заслуга и раздвајање Порте и Аустрије, које су дотад заједно подупирале Александра Карађорђевића, што је изазвало Портину интервенцију против њега.
После Етем-пашине мисије (почетком 1858), постао је министар унутрашњих послова у Магазиновићевом министарству, које је Порта, подупрта Русијом и Француском, наметнула Карађорђевићу. Ушао је у владу с намером да отера Кнеза. Поред отпора Кнеза Александра и једнога дела Савета успео је да донесе Закон о Народној скупштини. Руководећи изборима за ту Скупштину као министар унутрашњих послова настојао је да буде изабран што већи број кнежевих противника. Надао се да ће уз помоћ Скупштине моћи да обори Кнеза и за тај случај имао је припремљено намесништво, које би управљало земљом, док се Порта и велике силе не би споразумеле о новом Кнезу. Оптуживан је од својих противника да је хтео сам да заузме престо. Извесно је да се спремао да буде члан намесништва. Што се тиче његових претензија на престо оне не изгледају довољно доказане, иако су га Французи спомињали као могућег кнеза.
Када је Светоандрејска скупштина затражила од Александра Карађорђевића оставку, он је, уплашен, молио Гарашанина да га одведе својим колима у град Турцима. Гарашанин је то и учинио, али је одмах кнежев одлазак у град објавио као напуштање престола. Сутрадан је Св. Андрејска скупштина огласила Карађорђевића за збаченог, и уместо да бира намесништво, одмах успоставила династију Обреновића. Успостављење Обреновића било је извршено без знања Гарашанина. Одлучивши да избегне пошто-пото свако крвопролиће, које би могло изазвати интервенцију Аустрије, Гарашанин није хтео да војсци изда наредбу и растера скупштину.
После повратка кнеза Милоша, Гарашанин се држао по страни. Када је кнез Михаило ступио на престо, Гарашанин, кога је Михаилу препоручила Русија, постао је 1861. председник Министарског Савета и министар иностраних послова. Под кнезом Михаилом Гарашанин се бавио готово искључиво питањима спољне политике. Прихватио је Михаилову идеју рата с Турском и живо је радио на склапању ратних савеза са Црном Гором и са Грчком. У исто време организовао је пропаганду на целом Балканском полуострву како би, чим Србија зарати с Турском, настао општи устанак потлачених народа против Отоманске империје. За време његовога министровања, решено је питање царских градова и турски гарнизони напустили су 1867. године све тврђаве које су држали у Србији.
Године 1867. Гарашанин је изненада отпуштен, по свој прилици стога што се превише противио намераваној Михаиловој женидби са блиском рођаком Катарином Константиновић, унуком стрица Јеврема Обреновића. Отпуштање Гарашанина изазвало је енергичне протесте Русије. Мада се говори о отпуштању он је у ствари крајем 1867. године формално поднео оставку, као председник владе и министар иностраних дела. Приликом Михајлове погибије 1868. године затекао се у Топчидеру и одмах пожурио у Београд да обавести министре о несрећи која се десила. Захваљујући његовој присебности, одмах су предузете мере за одржање реда. Последње године свога живота Гарашанин је провео удаљен од политике, на свом (очевом) имању у Гроцкој. Од 5. фебруара 1845. био је почасни члан Друштва српске словесности. Гарашанин је оставио иза себе огромну политичку преписку.
Оженио се 1833. Софијом Данић. Његов старији син Светозар био је официр и ађутант кнеза Михаила док је млађи Милутин био је српски дипломата, посланик Србије у Паризу.
Додељен му је Орден књаза Данила I и Обилића медаља.